# Nick Scott
Nicholas Michael Scott (Lancaster, 17 maggio 1995) è un giocatore di football americano statunitense che milita nel ruolo di safety per i Cincinnati Bengals della National Football League (NFL).

## Carriera

### Los Angeles Rams
Scott fu scelto nel corso del settimo giro (243º assoluto) del Draft NFL 2019 dai Los Angeles Rams. Contro gli Atlanta Falcons ricevette un passaggio da 23 yard da Johnny Hekker sulla finta di un punt nella vittoria per 37-10. La sua stagione da rookie si chiuse disputando tutte le 16 partite, nessuna come titolare, con 8 tackle.
Il 13 febbraio 2022 Scott scese in campo nel Super Bowl LVI vinto contro i Cincinnati Bengals 23-20, mettendo a segno 2 tackle e conquistando il suo primo titolo.

### Cincinnati Bengals
Il 20 marzo 2023 Scott firmò un contratto triennale con i Cincinnati Bengals.

## Palmarès
- Super Bowl : 1

Los Angeles Rams: LVI
- National Football Conference Championship: 1

Los Angeles Rams: 2021